# Centro de Estudos Aeronáuticos da Universidade Federal de Minas Gerais
O Centro de Estudos Aeronáuticos (CEA) é um órgão de pesquisa brasileiro parte do Departamento de Engenharia Mecânica da Escola de Engenharia da Universidade Federal de Minas Gerais (UFMG) que tem a função reunir e apoiar todas as atividades de pesquisa e ensino desenvolvidas pelos professores e alunos afins da UFMG. Dentre estas atividades, uma destaca o CEA e o Curso de Engenharia Aeroespacial da UFMG dos outros cursos brasileiros: o desenvolvimento e operação de protótipos de aeronaves.
Atualmente já são 5 protótipos completamente desenvolvidos no CEA. Esta prática, aconselhada por diversos projetistas e adotada há anos nas universidades alemãs (através dos akafliegs), apresenta diversas vantagens no ensino da engenharia: criatividade de projeto, capacidade de concretização de ideias, prática no gerenciamento de recursos, ligação entre o projeto e a construção, trabalhos em equipe, responsabilidade no trabalho dentre diversas outras capacidades que podem ser exploradas neste ramo da engenharia.

## História
Em 1964, entrou em voo o primeiro produto do Centro de Estudos Aeronáuticos da UFMG, o planador monolugar de instrução básica  CB-1 "Gaivota". O Gaivota era um planador de instrução básica, construído em madeira, a partir de um projeto simples desenvolvido pelo engenheiro recém formado Cláudio Pinto de Barros. Todo o projeto deste planador foi desenvolvido com o auxílio do livro L´aliante do engenheiro italiano Stelio Frati, o qual até hoje mostra suas influências nos projetos desenvolvidos neste centro.
Após o sucesso do Gaivota, em 1969, foi iniciado o projeto do planador de alto desempenho CB-2 "Minuano". Buscando igualdade com as máquinas que estavam sendo desenvolvidas no exterior, o então, professor Cláudio Barros, conseguiu projetar uma aeronave que até hoje apresenta o maior desempenho aerodinâmico (L/D) de aeronaves fabricadas no país. Construída pelo habilidoso marceneiro José de Carvalho e Silva, o Minuano incorporava as mais modernas técnicas construtivas na época como colagem metal-metal, colagem madeira-metal, revestimento em sanduíche de contraplacado-colmeia de acetato de celulose-contraplacado. Seu primeiro voo foi em dezembro de 1975.
Neste mesmo ano foi criada a ênfase Engenharia aeronáutica no curso de Engenharia Mecânica da UFMG. Inicialmente o curso foi ministrado por professores convidados vindos do ITA/CTA (Décio Coelho Pullin, Maurício Alves Loureiro) e EMBRAER (Sidney Lage Nogueira, Paulo Lourenção) e da FAB (Brig. Ar Aluízio Weber). Posteriormente, foram contratados professores formados pelo próprio curso, que gradativamente substituíram  os professores convidados. Com exceção do professor Miguel Flori Gorgulho que lecionou somente até meados da década de 1980, todos os demais permanecem lecionando atualmente. Tal curso já formou cerca de 250 engenheiros aeronáuticos sendo que a maioria se encontra nos quadros da Embraer onde ocupam posições de relevo. Vários estão trabalhando em companhias de transporte aéreo e empresas de manutenção em aeronáutica. Alguns permaneceram no quadro de professores da UFMG.

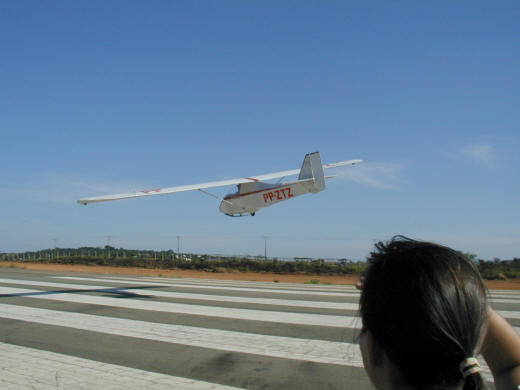
CB.1 Gaivota volta a voar, após uma restauração completa. Divinopolis/MG.

Em 1980 foi projetado o RPR-1 "Jegue" um planador monolugar da categoria "self-launched". O primeiro protótipo ainda em fase de construção foi destruído por enchente que inundou as oficinas do Centro de Estudos Aeronáutico.
Em 1985 teve início o desenvolvimento do motoplanador biplace CB-7 "Vesper". Esta aeronave, de alto desempenho, foi a primeira totalmente desenvolvida (projeto, cálculo e construção nacionais) em materiais compostos no país. Tal projeto recebeu apoio das autoridades aeronáuticas da Alemanha (DLR). O primeiro voo do Vesper foi em 1988. Atualmente o protótipo se encontra à disposição do Centro de Estudos Aeronáuticos para voos de pesquisa e ensaios em voo.
Entre 1989 a 1992 foi desenvolvida a aeronave ultraleve de última geração CB-9 "Curumim" o "Curumim" entrou em voo, com todo o sucesso, em 1993. Atualmente, com mais de 150 horas de voo e mais de 600 pousos, o Curumim tem servido como um excelente laboratório em voo, para o testes de novos equipamentos e para a iniciação dos alunos do Centro de Estudos Aeronáuticos na prática do ensaio em voo.

## Prêmios
Em 1990 o Vesper obteve o primeiro lugar na primeira Bienal Brasileira de Design na categoria de aeronaves. Nesta mostra concorreram os mais expressivos aviões desenvolvidos no país.
Em 1992 o Curumim recebeu, também, a primeira premiação na segunda Bienal Brasileira de Design, novamente disputando contra as mais relevantes aeronaves produzidas nacionalmente.

## Aeronaves
- CEA-101 CB.1 Gaivota - Planador monolugar de instrução básica (1964), construído em madeira e tela esteve em operação até 1981. Em 2001, através de uma iniciativa de restauração dos alunos do curso de Engenharia Aeronáutica da UFMG, o Gaivota voltou à operação.
- CEA-102 CB.2 Minuano - Planador monolugar de alto desempenho (1974), construído com modernas técnicas de colagem de alumínio e sanduiche de colméia de acetato de celulose. Foi campeão Brasileiro de voo à vela. Em uma enchente na Escola de Engenharia da UFMG, o Minuano foi destruído.
- CETEC-303 CB.7 Vesper - Motoplanador de dois lugares (1988), consagrado como a primeira aeronave a ser completamente projetada, e construída em materiais compostos no hemisfério sul. Encontra-se em fase de reforma para receber nova motorização. Foi vencedora da primeira Bienal Brasileira de Design.
- CEA-104 RPR.1 Jegue - Planador Self-Launched (1980)

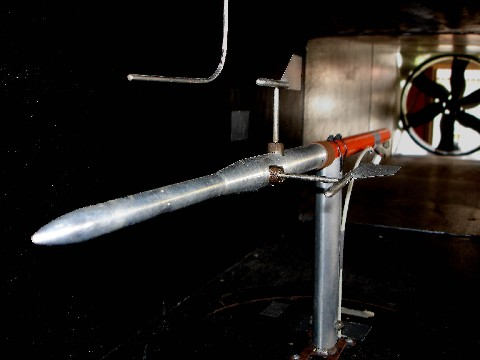
Equipamento de ensaio no túnel de vento CEA-WT1.

- CEA-205 CB.9 Curumim - Ultraleve de dois lugares de última geração (1992), é, atualmente, a principal aeronaves de pesquisa e ensino do Centro de Estudos Aeronáuticos. Construída em madeira, o Curumim revolucionou a conceito de ultraleves no Brasil, podendo ser considerado o primeira ultraleve avançado projetado e construído no Brasil. Possui um completo sistema de instrumentação e telemetria, permitindo que o mesmo possa ser utilizado na aulas de ensaios em voo do CEA-UFMG.
- CEA-308 - Avião monolugar monomotor de alta velocidade (2001) - versão B com nova motorização voou pela primeira vez em 13 de junho de 2007. Em 2011 a Fédération Aéronautique Internationale (FAI), entidade com sede na Suíça e que homologa os recordes em aviação, reconheceu o CEA-308 como o avião leve (abaixo de 300 kgf de peso total, incluindo piloto e combustível) mais rápido do mundo. A aeronave bateu três recordes mundiais de velocidade (percursos de 3, 15 e 100 km) e um de razão de subida (até três mil metros).[1][2]
- CEA-309 Mehari - Aeronave monomotora (200 hp) na categoria acrobática, primeiro e único avião brasileiro capaz de voar na chamada classe ilimitada. Atinge marcas de até 400º por segundo de rolamento e 430 km/h.[3]
- CEA-307 CB.10 Triathlon - Aeronave motorizada (115 hp), asa baixa, trem triciclo escamoteável, construção mista (madeira e materiais compostos), dois lugares, todo acrobático quando operado por um único tripulante.
- CEA-311 Anequim - Avião monolugar monomotor de alta velocidade (200 hp). Detém 5 recordes mundiais de velocidade certificados pela Fédération Aéronautique Internationale (FAI). Atualmente é o avião com motor de quatro cilindros aspirado mais rápido do mundo.
- CEA-312 CB.12 Curumim II - Aeronave leve motorizada (80 hp), asa baixa, trem triciclo, construção mista (madeira e materiais compostos), dois lugares. Uma evolução do Projeto Curumim.
- ACS-100 Sora - Aeronave brasileira de dois lugares, totalmente construído com material composto e com capacidade acrobática.

## Túnel de Vento Subsônico - CEA-WT1
Túnel de vento projetado e desenvolvido no Centro de Estudos Aeronáuticos da UFMG com o intuito de apoiar as atividades de pesquisa em ensaios em voo, sobretudo, calibração de sensores, bem como apoiar o ensino de aerodinâmica aplicada na graduação e pós-graduação.
A construção do túnel foi inteiramente feita nas oficinas do Centro de Estudos Aeronáuticos no ano de 2005.

## Túnel de Vento Subsônico- CEA-WT2

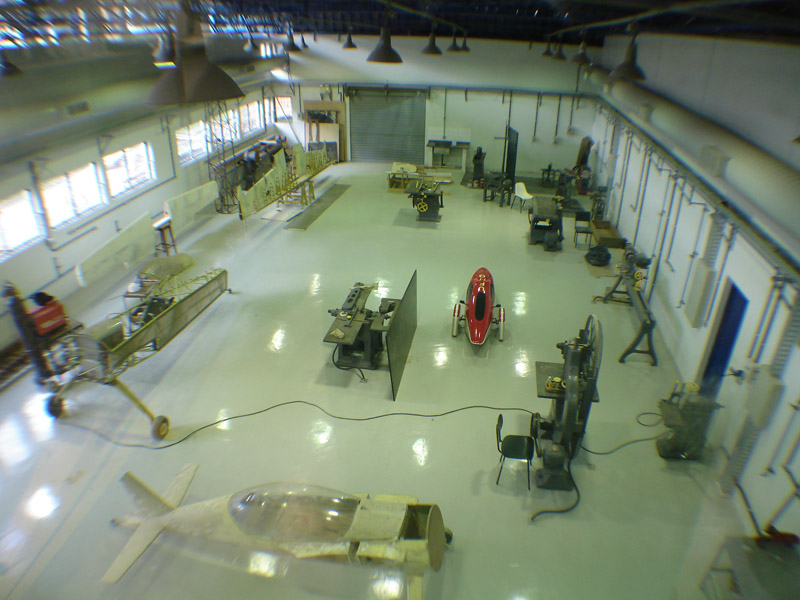
Vista da oficina do Centro de Estudos Aeronáticos da UFMG.

Túnel de vento de circuito fechado para desenvolvimento de pesquisa e produtos, foi financiado pela FAPEMIG através de seu edital para aquisição de grandes equipamentos. Terá duas seções de ensaios com 1.2x1.0x3.2m e 2.4x2.4x2.0m, com velocidades respectivas de 120 m/s e 40 m/s. Seu acionamento é feito através de um motor elétrico de 385 hp controlado eletronicamente. Sua construção está em fase final de execução e a obra civil para sua instalação já está sendo finalizada. A previsão para inauguração é dezembro de 2011.

## Hangar - Laboratório de Ensaios em Voo
O Hangar do Centro de Estudos Aeronáuticos da UFMG é localizado no município de Conselheiro Lafaiete, a 96 km de Belo Horizonte. Possui área de hangar de 1000m2 e instalações de dormitórios, vestiários, cozinha, sala de aula, sala de reuniões, sala de telemetria, almoxarifado e oficina.

## Ligações Externas
- «Site do CEA/UFMG» (em português e inglês)
- «Site da Universidade Federal de Minas Gerais»